# Classe Foca (Italie)
Pour les articles homonymes, voir Classe Foca.
La classe Foca est une classe de trois sous-marin mouilleur de mines construits  pour la Marine royale italienne (en italien : Regia Marina) à la fin des années 1930. 
Les trois navires-jumeaux (sister ships) ont joué des rôles mineurs pendant la Seconde Guerre mondiale. L'un d'eux a été perdu pour des raisons inconnues alors qu'il tentait de poser un champ de mines au large de la Palestine britannique en 1940, mais les deux autres ont survécu à la guerre pour être mis au rebut en 1947.

## Histoire et caractéristiques
Les sous-marins de la classe Foca étaient des versions améliorées du précédent Pietro Micca. Ils déplaçaient 1 326 tonnes en surface et 1 651 tonnes en immersion. Les sous-marins mesuraient 82,85 mètres de long, avaient une largeur de 7,17 mètres et un tirant d'eau de 5,2 mètres. Ils avaient une profondeur de plongée opérationnelle de 90 mètres. Leur équipage comptait 60 officiers et hommes.
Pour la navigation de surface, les sous-marins étaient propulsés par deux moteurs diesel de 1 440 chevaux (1 074 kW), chacun entraînant un arbre d'hélice. En immersion, chaque hélice était entraînée par un moteur électrique de 625 chevaux-vapeur (466 kW). Ils pouvaient atteindre 15,2 nœuds (28,2 km/h) en surface et 7,4 nœuds (13,7 km/h) sous l'eau. En surface, la classe Foca avait une autonomie de 7 800 milles nautiques (14 400 km) à 8 nœuds (15 km/h), en immersion, elle avait une autonomie de 120 milles nautiques (220 km) à 7 nœuds (13 km/h).
Les sous-marins étaient armés de six tubes lance-torpilles internes de 53,3 centimètres (21,0 pouces), quatre à l'avant et deux à l'arrière, pour lesquels ils transportaient huit torpilles. Ils étaient également armés d'un canon de pont de 100 millimètres (4 pouces) calibre L/47 pour le combat en surface. Le canon était initialement monté à l'arrière de la tour de contrôle (kiosque), mais celui-ci a été replacée sur le pont avant plus tard dans la guerre dans les sous-marins survivants et la grande tour de contrôle a été reconstruite en un modèle plus petit. Leur armement anti-aérien consistait en deux paires de mitrailleuses de 13,2 mm. Les Foca transportaient un total de 36 mines. Vingt mines étaient stockées dans une chambre centrale, tandis que les 16 autres étaient conservées dans deux lanceurs arrières par lesquelles les mines étaient éjectées.

## Unités
Trois exemplaires furent construits aux chantiers navals Cantieri navali Tosi di Taranto (Tosi) à Tarente en Italie.
| Regia Marina - Classe Foca | Regia Marina - Classe Foca | Regia Marina - Classe Foca | Regia Marina - Classe Foca | Regia Marina - Classe Foca | Regia Marina - Classe Foca                                     |
| Sous-marin                 | Chantier                   | Début de construction      | Lancement                  | Entrée en service          | Destination finale                                             |
| -------------------------- | -------------------------- | -------------------------- | -------------------------- | -------------------------- | -------------------------------------------------------------- |
| Foca                       | Tosi                       | 15 janvier 1936            | 26 juin 1937               | 6 novembre 1937            | Perdu en octobre 1940 au large de Haïfa, Palestine britannique |
| Atropo                     | Tosi                       | 10 juillet 1937            | 20 novembre 1938           | 14 février 1939            | Rebut, 23 mars 1947                                            |
| Zoea                       | Tosi                       | 3 février 1936             | 5 décembre 1937            | 12 février 1938            | Démolition après guerre                                        |

### Foca
L'histoire opérationnelle du Foca a été très courte. Il a effectué au total deux missions de pose de mines et une mission de transport. Il a disparu lors d'une mission à Haïfa en octobre 1940, et on suppose que le sous-marin a coulé soit en heurtant une mine au large de Haïfa, soit lors de l'explosion prématurée d'un des engins qu'il était censé poser.

### Atropo
En temps de paix, il a mené des activités de formation, puis, au début de la guerre, sous le commandement du capitaine de frégate L. Caneschi, il a effectué une mission de transport de matériel à Leros et, sous le commandement du capitaine de corvette P. Manca, il a effectué une mission de déminage devant l'île de Zante, au cours de laquelle il a été endommagé par l'explosion de deux de ses propres mines mais a pu rentrer à la base.
Par la suite, il n'a effectué que des missions de transport en Afrique du Nord. À l'armistice du 8 septembre, sous le commandement du lieutenant de vaisseau Libero Sauro, il se rend aux Alliés dans le port d'Augusta. Jusqu'à la fin du conflit, il a servi de sous-marin d'entraînement pour les unités alliées. Il a été mis hors service le 1er février 1948 et plus tard mis au rebut.

### Zoea
En temps de paix, il a été utilisé dans des missions d'entraînement, puis, au début de la guerre, sous le commandement du capitaine de corvette G. Bernabò, il a effectué une mission de transport de matériel à Tobrouk et ensuite une mission de déminage devant le port d'Alexandrie, au cours de laquelle il a été endommagé par l'explosion de deux de ses propres mines mais a pu rentrer à la base.
Par la suite, il n'a effectué que des missions de transport en Afrique du Nord. À l'armistice, il se rend aux Alliés dans le port d'Augusta. Jusqu'à la fin du conflit, il a servi sous-marin d'entraînement aux unités alliées. Il a été mis hors service le 1er février 1948, puis abandonné.